# الحوز
الحوز یک منطقهٔ مسکونی در سوریه است که در حمص واقع شده‌است.

## خصوصیات
الحوز ۲٬۲۳۹ نفر جمعیت دارد.